# Brett Roberts
Pour les articles homonymes, voir Roberts.
Brett Roberts, né le 24 mars 1970, à Portsmouth, en Ohio, est un ancien joueur américain de basket-ball et de baseball. Il évolue au poste d'ailier. Il n'a pas poursuivi sa carrière de basketteur à sa sortie de l'université, se consacrant au baseball et évoluant en Ligue mineure de baseball jusqu'en 1997.

## Palmarès
- Joueur de l'année de la conférence Ohio Valley 1992
- Meilleur marqueur du championnat NCAA 1992